# رولا غنی
رولا غنی(زاده ۱۳۲۶ خورشیدی) بانوی اول افغانستان بود که در شهر بیروت پایتخت لبنان به دنیا آمده است. رولا غنی مدرک لیسانس خود را در رشتهٔ روزنامه‌نگاری از دانشگاه آمریکایی بیروت دریافت نموده است و در رشتهٔ روابط بین‌الملل تا مقطع فوق لیسانس تحصیل کرده است. آشنایی رولا با اشرف غنی احمدزی رئیس‌جمهور فراری و سابق افغانستان، به زمانی که اشرف غنی در دانشگاه آمریکایی بیروت دانشجو بود و به چهل سال پیش بر می‌گردد که با هم آشنا شدند و ازدواج نمودند. برادر رولا، فؤاد نام دارد و استاد اشرف غنی بوده است. رولا غنی چهل سال پیش که با اشرف غنی ازدواج کرد، برای نخستین بار به افغانستان و بیشتر ولایت‌های این کشور سفر نمود. حاصل ازدواج رولا غنی و اشرف غنی احمدزی یک دختر و یک پسر است.
رولا غنی شهروندی کشور افغانستان را دارد و در انتخابات ریاست جمهوری نیز رای داده است. او به زبان‌های انگلیسی، فرانسه، عربی و فارسی صحبت می‌کند. وی نخستین بار، در روز جهانی زن (۸ مارس) در اوج مبارزات انتخابات ریاست جمهوری افغانستان، در کابل درانظار عمومی ظاهر شد و به زبان فارسی سخنرانی کرد. رولا غنی در ۲۹ سپتامبر ۲۰۱۴، به عنوان بانوی اول به ارگ ریاست جمهوری افغانستان افغانستان قدم نهاد. و در ۱۵ اوت ۲۰۲۱، در پی تصرف کابل توسط طالبان، او با اشرف غنی از افغانستان فرار کردند و از این مقام برکنار شد.